# Jan de Quay
Jan Eduard de Quay (ur. 1901 w ’s-Hertogenbosch, zm. 1985) – holenderski polityk, w latach 1959–1963 premier Holandii.

## Życiorys
Urodził się w 1901 roku.
Swoją karierę polityczną związał z Katolicką Partią Ludową. 19 maja 1959 objął urząd premiera Holandii, zastępując na stanowisku Louisa Beela. Obowiązki pełnił do 24 lipca 1963, kiedy nowym premierem został Victor Marijnen (wszyscy byli politykami Katolickiej Partii Ludowej).
Zmarł w 1985, w wieku osiemdziesięciu czterech lat.